# Ibaraki dódžo
Ibaraki dódžo je dódžo postavené zakladatelem aikido Moriheim Uešibou, který zde žil od roku 1942 až do své smrti v roce 1969. Nachází se v bývalém městě Iwama a stalo se důležitým historickým místem pro rozvoj aikido a „Mekkou komunity aikidó“. Toto dódžo je také místem, kde se Morihiro Saito, jeden z nejbližších studentů zakladatele, učil aikido od roku 1946 do roku 2002 a rozvíjel tzv. styl Iwama.
Iwama byla malá zemědělská vesnice v Japonsku, asi 100 km severovýchodně od Tokia v centru prefektury Ibaraki. V roce 2006 došlo k jejímu připojení k městu Kasama (po zrušení okresu Nishiibaraki, který dříve město Iwama zahrnoval). Původní Iwama aikido dódžo byla svatyně Aiki a později sousední Tanrenkan dódžo.
Iwama dódžo bylo výrazně poškozeno při zemětřesení v roce 2011. Katastrofa postihla také svatyni Aiki a další dódžo v bývalém městě Iwama. 